# Peixe-semáforo-comum
O peixe-semáforo-comum (Malacosteus niger), é uma espécie de peixe abissal da mesma família dos peixes-dragão e dos peixes-víbora (Stomiidae). É um dos principais predadores da zona abissal, pois por mais que possuem dentes afiados, o peixe-semáforo-comum se alimenta principalmente de pequenos copépodes na coluna d'água.
É uma espécie cosmopolita, ou seja, pode ser encontrados em todos os oceanos do mundo, possuindo registros dês das latitudes árticas e antárticas, podendo ser encontrado dês da Groenlândia para o Mar do Caribe até o Brasil, no continente africano pode ser encontrado dês da região insular da Macaronésia para Kwazulu-Natal na África do Sul até a Indonésia e Austrália, incluindo a Nova Zelândia e o arquipélago havaiano.
Por viver na escuridão, o peixe-semáforo-comum produz bioluminescência vermelha e azul, a maioria das espécies abissais não é capaz de produzir bioluminescência na coloração vermelha, no que o deixa totalmente invisível para os predadores e presas, pois  a maioria das outras espécies não consegue perceber a luz vermelha.